# Armee Deutsch
Armee Deutsch (także Armeedeutsch; dosł. armijny niemiecki) – uproszczona odmiana języka niemieckiego wykorzystywana jako język wydawania rozkazów w jednostkach wojskowych Armii Austro-Węgier. 
Po 1867 prawo austro-węgierskie dawało wszystkim obywatelom możliwość posługiwania się ojczystymi językami we wszystkich sytuacjach. Tworzyło to potencjalne problemy dla jednostek wojskowych, w których oficerowie, podoficerowie i szeregowcy mogli nie znać nawzajem swoich języków. Dlatego w jednostkach z przedlitawskiej części Austro-Węgier jako język obowiązujący pozostawiono niemiecki, acz w uproszczonej formie. 
Armee Deutsch składał się z około 200 słów, przede wszystkim z rzeczowników i krótkich komend. Każde ze słów miało dokładnie jeden desygnat bądź jedno tylko znaczenie.
Z biegiem czasu, w miarę narastania napięć na tle narodowościowym, nawet wśród niemieckojęzycznych obywateli monarchii habsburskiej zaczął pojawiać się podział na „prawdziwych Austriaków” (niem. einfach-Österreicher, dosł. zwyczajnych Austriaków) i „Austriaków armijnych”, czyli takich, w których domach posługiwano się właśnie uproszczoną niemczyzną.